# Hoplitis hoggara
Hoplitis hoggara är en biart som först beskrevs av Warncke 1992.  Hoplitis hoggara ingår i släktet gnagbin, och familjen buksamlarbin. Inga underarter finns listade i Catalogue of Life.